# Die letzte Kolonie
Die letzte Kolonie (Originaltitel: The Last Colony) ist ein Military-Science-Fiction-Roman von John Scalzi aus dem Jahre 2007 (auf Deutsch 2008). Er setzt die Buchreihe um den Krieg der Klone und nach Geisterbrigaden als drittes von sieben Büchern fort.

## Handlung
Der Protagonist des ersten Buches, John Perry, und seine zwischenzeitlich angetraute Ehefrau Jane Sagan (die aus der DNA seiner verstorbenen Frau gezüchtet und zwischenzeitlich in den Geisterbrigaden eingesetzt wurde) sowie die gemeinsame, inzwischen 15 Jahre alte Adoptivtochter Zoe (leibliche Tochter des Deserteurs aus dem 2. Band) leben inzwischen nach dem Ende ihrer aktiven Dienstzeit auf Huckleberry, einem Kolonialplaneten der Föderativen Union.
Der frühere Vorgesetzte trägt den beiden an, die Leitung einer neuen Kolonie mit dem Namen Roanoke zu übernehmen. Die Besonderheit bestehe darin, dass die Siedler erstmals nicht direkt von der Erde stammten, sondern von 10 anderen Kolonialwelten, was an die Leitung besondere Anforderungen stelle.
Nach dem Skip-Sprung (einer Art überlichtschnellem Warpantrieb) stellen die Protagonisten und die Siedler fest, dass sie über einem anderen, zwar ebenfalls bewohnbaren, aber an einem unbekannten Ort der Galaxis liegenden Planeten angekommen sind. Aus Angst vor Vernichtung durch Alienrassen müssen sie während eines Jahres auf jegliche Technik mit kabelloser Datenübertragung sowie Kommunikation mit den Heimatwelten verzichten. Danach erhalten sie von der Kolonialen Verteidigungsarmee die Nachricht, dass nun genug Möglichkeiten zur Verteidigung beständen und sie ihre gewohnte Lebensweise wieder aufnehmen können.
Kurz darauf kommt es zur Konfrontation mit der Alien-Föderation Konklave, der sich über 400 Fremdwelten angeschlossen haben. John Perry sieht sich durch die eigenen Befehlshaber getäuscht, denn der Kanzler der Konklave, General Tarsem Gau, ist gar nicht der vernichtungswütige Befehlshaber, als der er beschrieben wurde, sondern eigentlich auf einen Interessenausgleich aus. Dennoch kommt es zur Schlacht über dem Kolonialplaneten, obwohl Perry noch versucht, diesen befehlswidrig abzuwenden. Die Koloniale Verteidigungsarmee, die die eigentlich überlegenen Alienraumschiffe durch einen Trick vernichtet, hofft auf ein Zerfallen der Konklave, da diese sich als übermächtiger Gegner darstellt. Diese Hoffnung trügt aber. Es droht stattdessen eine Ausweitung des Krieges.
Nur mit Hilfe des Kanzlers und der Alienrasse der Consu (aus dem 1. Band der Reihe), deren Einbindung im Buch Zwischen den Sternen aus der Sicht der Adoptivtochter Zoe beschrieben wird, gelingt es John Perry und Jane Sagan, einen weiteren Angriff abzuwenden. John Perry und seine Frau beschließen schließlich, den Schutz des Kanzlers zu akzeptieren, und starten einen Coup, um die Lügen der Kolonialen Union auf der Erde aufzudecken.

## Ausgaben
- Die letzte Kolonie (The Last Colony) Heyne, 2008, ISBN 978-3-453-52442-2 (auch erschienen als Audiobuch und als E-Book)

## Trivia
Der Namen des Planeten Roanoke und der ersten Niederlassung Croatoan sind ein Verweis auf die verlorene Kolonie von Roanoke Island, die erste auf Dauerhaftigkeit geplante Kolonie der Engländer in Nordamerika.